# Bansar
Bansar (en népalais : बन्सार) est un comité de développement villageois du Népal situé dans le district de Lamjung. Au recensement de 2011, il comptait 2 477 habitants.